# Cyclades (jeu)
Cyclades est un jeu de plateau de Bruno Cathala et Ludovic Maublanc, illustré par Miguel Coimbra et paru chez Matagot en 2009. Dans ce jeu de développement et de conquête, chaque joueur incarne le chef d’une cité-état de la Grèce antique encore non unifiée : Sparte, Athènes, Corinthe, Thèbes et Argos. Leur but est de se développer et de s’affronter dans l’archipel des Cyclades avec l’aide des Dieux et de créatures mythologiques afin d’assurer leur suprématie,. Le jeu a connu trois extensions de son système de jeu dans les années 2010 (voir plus bas).

## Principe
Le but du jeu est d’être le premier à posséder deux métropoles. Les 3 moyens pour y arriver sont de construire quatre bâtiments (un port, une université, un temple et une forteresse) à l’aide des dieux : la possession de ces quatre bâtiments entraîne la formation d’une métropole. Un autre moyen est, avec l’aide du dieu de la guerre, de conquérir l’île d’un adversaire afin de lui voler sa métropole. Et enfin, le dernier moyen est de rassembler quatre philosophes à l’aide de la déesse de la sagesse ce qui permet la construction d’une métropole. Le joueur doit donc mettre en place des stratégies pour réussir à atteindre ce but.  
Chaque tour se déroule de la même manière : les joueurs reçoivent leur revenu sous forme de Pièces d’Or (PO) en fonction de la production de leur île et du commerce maritime (illustré par des cornes d’abondance). Ensuite, les joueurs doivent faire des offrandes, des enchères, au dieu dont il souhaite obtenir les faveurs : Arès, Athéna, Poséidon, Zeus ou Apollon (qui ne nécessite pas d’offrande). Chaque dieu permet au joueur de réaliser des actions spécifiques au cours du tour de jeu, son choix doit donc être dûment réfléchi en fonction de sa stratégie, à moins que son nombre de pièces d’or l’en empêche.
Pour avancer dans sa conquête, le joueur peut aussi s’aider des créatures mythologiques disponibles durant le tour.
Le jeu se joue de 2 à 5 joueurs et disposent de différents plateaux et de dispositions initiales différentes en fonction du nombre de joueurs. Les parties durent généralement plus de 1 heure mais dépendent du nombre de joueurs.

## Extensions
- 2011 : Cyclades - Hadès
- 2014 : Cyclades - Titans
- 2016 : Cyclades - Monuments

## Récompenses
Ce jeu a été nommé pour l'As d'or 2011, par Tric Trac en 2021, au JoTa en 2010, au Golden Geek 2010, aux Boardgames Australia awards 2010. Il a été 3e prix des Swiss Gamers Award 2010